# Філонов Борис Григорович
Філонов Борис Григорович (1835—1910) — юрист, земський, міський, громадський діяч. Колекціонер, меценат, благодійник.

## Біографія
Борис Філонов народився у 1835 році у дворянській родині.
Він здобув освіту на юридичному факультеті Харківського університету (1853—1857).
Був губернським провідником дворянства, почесним мировим суддею та гласним Харківської міської думи (1879—1891).
Борис Філонов помер у 1910 році.

## Громадська діяльність
Борис Філонов займався активною громадською діяльністю. У різні роки він був головою Товариства сільського господарства, членом Товариства грамотності, членом Опікунської ради Олександрівської лікарні, членом-відвідувачем Харківського відділення Російського музичного товариства. Також став одним з ініціаторів створення Харківської громадської бібліотеки, а 26 вересня 1885 року він був вибраний першим головою її правління (1885—1893).
Борис Філонов у 1887 році був вибраний членом комісії із завідування художнім музеєм, яка розробляла правила управління ним. Комісія розробила проект уставу музею та школи малювання при ньому. Також він мав власну колекцію картин, придбаних переважно на пересувних виставках, витрачаючи на це значні кошти. До колекції входили твори: «В'язень» (рос. «Узник») В. Є. Маковського, «Олександр Сергійович Пушкін у селі Михайловському» (рос. «Александр Сергеевич Пушкин в селе Михайловском») М.Ге, які зберігаються у фондах Харківського художнього музею.
Він підтримував демократичні прагнення інтелігенції нести освіту до народу. Любив українську літературу, театр. У власній бібліотеці мав видання І. Карпенко-Карого, Г. Квітки-Основяненка, І. Котляревського, М. Кропивницького, П. Куліша, І. Нечуя-Левицького, М. Старицького, О. Пчілки, І. Франка.
У його будинку, в кінці 1870-х років, відбувся перший земський політичний з'їзд. Також у нього дома проводилися збори українофілів, зокрема нелегальні свята Шевченка.
Софія Русова характеризувала Бориса Філонова, як мовчазного, розумного чоловіка «на якого з певністю можна було покластися. Допомагав грошима і студентам і українцям».

### Сприяння громадській бібліотеці
Під час головування у Правлінні Харківської громадської бібліотеки разом з Борисом Філоновим плідно працювали члени правління М. Ф. Сумцов, Ф. А. Павловський, О. П. Грузінцев, В. І. Касперов, О. О. Федоровський, А. Ф. Яковлєва та ректор Харківського університету І. П. Щелков, ректор Харківської духовної семінарії І. О. Кратіров, директор Харківського технологічного інституту В. Л. Кирпичев, директор Харківського ветеринарного інституту А. О. Раєвський та інші. Пізніше разом з ним працювали Д. І. Багалій, П. Л. Гіршман, О. Я. Немировський, Д. М. Овсянико-Куликовський, М. О. Маслов, В. Я. Данилевський, О. О. Русов, В. П. Бузескул та інші.

М. Сумцов стверджував: 
|  | Заслуга Б. Г. Філонова, що за один рік була поставлена установа на ноги |

## Меценатська діяльність
Бібліотека Б. Г. Філонова за його заповітом перейшла у власність Харківського університету.
1912 року вдова Бориса Григоровича видала власним коштом «Каталог книг, пожертвованных в 1910 Императорскому Харьковскому университету вдовой Бориса Григорьевича Филонова Надеждой Михайловной Филоновой».